# Lackawanna
Lackawanna fundada en 1909, es una ciudad ubicada en el condado de Erie en el estado estadounidense de Nueva York. Su población era de 19 949 habitantes según el censo de 2020.
Es una de las ciudades de más rápido crecimiento dentro del Estado de Nueva York, con un incremento del 10% entre el 2010 y el 2020. Es parte del Área metropolitana de Búfalo-Niagara Falls.

## Geografía
Lackawanna se encuentra ubicada en las coordenadas 42°49′10″N 78°49′32″O / 42.81944, -78.82556. Según la Oficina del Censo, la ciudad tiene un área total de 15,9 km² (6,1 mi²), de la cual 15,9 km² (6,1 mi²) es tierra y 0 km² (0 mi²) (0%) es agua.

## Demografía
Según la Oficina del Censo en 2000 los ingresos medios por hogar en la localidad eran de 29 354 $, y los ingresos medios por familia eran 39 237 $. Los hombres tenían unos ingresos medios de 32 063 $ frente a los 22 794 $ para las mujeres. La renta per cápita para la localidad era de 16 727 $. Alrededor del 16,7% de la población estaba por debajo del umbral de pobreza.